# Cholerová kaple (Trnava)
Cholerová kaple v Trnavě je památka na cholerovou epidemii, která Trnavu postihla od 1. srpna do 24. září 1831, a která si vyžádala za tyto dva měsíce přes 800 obětí. Nachází se v severovýchodní okrajové části Trnavy, v blízkosti sídliště Kopánka. Postupem času kaple začala chátrat a až v druhé polovině 20. století ji renovovalo Krajské středisko státní památkové péče a ochrany přírody Trnava.